# Mahamba
Mahamba – miasto Eswatini, położone na południu Eswatini w dystrykcie Shiselweni.
Posiada przejście graniczne w kierunku Piet Retief w Republice Południowej Afryki. W 1846 roku doszło tu do potyczki pomiędzy Ohrigstad Burami, a siłami Suazi pod dowództwem Mswati.